# Viktória Forster
Viktória Forster (* 8. April 2002 in Brezno) ist eine slowakische Sprinterin und Hürdenläuferin, die sich auf die 100-Meter-Distanz spezialisiert hat. Aktuell ist sie Inhaberin der slowakischen Landesrekorde über 100 Meter und im 100-Meter-Hürdenlauf.

## Leben
Viktória Forster kam in der slowakischen Gemeinde Brezno zur Welt und wuchs bei ihrer Mutter und ihrem Schwiegervater in der nahegelegenen Gemeinde Hronec auf. Später besuchte sie die Stredná športová škola in Nitra.

## Sportliche Laufbahn
Erste internationale Erfahrungen sammelte Viktória Forster im Jahr 2018, als sie bei den U18-Europameisterschaften in Győr mit 12,33 s in der ersten Runde im 100-Meter-Lauf ausschied und auch über 200 Meter mit 24,86 s nicht über den Vorlauf hinauskam. Zudem wurde sie mit der slowakischen Sprintstaffel (1000 m) in der Vorrunde disqualifiziert. Über 200 Meter startete sie anschließend bei den Olympischen Jugendspielen in Buenos Aires und gelangte dort auf Rang 14. Im Jahr darauf belegte sie beim Europäischen Olympischen Jugendfestival (EYOF) in Baku in 11,96 s den sechsten Platz über 100 Meter und wurde in 24,47 s Vierte im 200-Meter-Lauf. Zudem verpasste sie mit der Sprintstaffel mit 2:13,60 min den Finaleinzug. 2021 gelangte sie bei den U20-Europameisterschaften in Tallinn bis ins Halbfinale über 100 Meter und im 100-Meter-Hürdenlauf und schied dort mit 11,70 s bzw. 13,72 s aus. Zudem scheiterte sie über 200 Meter mit 24,50 s in der Vorrunde. Anschließend belegte sie bei den U20-Weltmeisterschaften in Nairobi in 11,54 s den sechsten Platz und stellte damit einen slowakischen U20-Rekord auf. Über die Hürden erreichte sie das Finale, wurde dort aber disqualifiziert und über 200 Meter sagte sie ihren Start kurzfristig ab. 2022 gelangte sie bei den Hallenweltmeisterschaften in Belgrad bis ins Halbfinale über 60 Meter Hürden und schied dort mit 8,22 s aus, während sie im 60-Meter-Lauf mit 7,35 s nicht über die Vorrunde hinauskam. Im August schied sie bei den Europameisterschaften in München mit 11,72 s in der ersten Runde über 100 Meter aus und über 100 Meter Hürden schied sie mit 13,50 s im Halbfinale aus.
2023 darauf kam sie bei den Halleneuropameisterschaften in Istanbul mit 7,51 s und 8,24 s jeweils nicht über die Vorrunde über 60 Meter und 60 Meter Hürden hinaus. Im Juni belegte sie bei der 2. Liga der Team-Europameisterschaft, die im Zuge der Europaspiele in Chorzów stattfand, in 44,69 s den zweiten Platz im B-Lauf in der 4-mal-100-Meter-Staffel. Anschließend schied sie bei den U23-Europameisterschaften in Espoo mit 13,69 s in der ersten Runde über 100 Meter Hürden aus und belegte mit der Staffel in 45,06 s den sechsten Platz. Im August siegte sie dann mit neuem Landesrekord von 12,72 s über 100 Meter Hürden bei den World University Games in Chengdu und gewann zudem in 11,34 s die Silbermedaille über 100 Meter hinter der Luxemburgerin Patrizia van der Weken. Kurz zuvor verbesserte sie den slowakischen Landesrekord über 100 Meter auf 11,26 s und unterbot damit die alte Bestmarke von Eva Glesková, die seit 1964 Bestand hatte. Kurz darauf schied sie bei den Weltmeisterschaften in Budapest mit 13,47 s in der ersten Runde über 100 Meter Hürden aus. Im Jahr darauf schied sie bei den Hallenweltmeisterschaften in Glasgow mit 8,04 s im Semifinale über 60 Meter Hürden aus und kam über 60 Meter mit 7,35 s nicht über den Vorlauf hinaus. Im Juni trat sie bei den Europameisterschaften in Rom im Halbfinale über 100 Meter nicht mehr an und belegte in 13,25 s den achten Platz über 100 Meter Hürden. Anschließend schied sie bei den Olympischen Sommerspielen in Paris mit 11,44 s im Vorlauf über 100 Meter aus und schied über 100 m Hürden mit 12,88 s in der Hoffnungsrunde aus.
2025 schied sie bei den Halleneuropameisterschaften in Apeldoorn mit 8,11 s in der ersten Runde über 60 m Hürden aus und schied über 60 Meter mit 7,27 s im Semifinale aus. Kurz darauf kam sie bei den Hallenweltmeisterschaften in Nanjing mit 7,39 s im Vorlauf über 60 Meter aus und schied auch über die Hürden mit 8,26 s in der ersten Runde aus.
In den Jahren 2022 und 2024 wurde Forster slowakische Meisterin im 100-Meter-Lauf sowie 2020 über 200 Meter. 2022 und 2024 wurde sie Landesmeisterin im 100-Meter-Hürdenlauf und 2020 und 2021 siegte sie zudem in der 4-mal-100-Meter-Staffel. Zudem wurde sie 2020 Hallenmeisterin über 200 Meter sowie 2020 und 2021 auch in der 4-mal-200-Meter-Staffel. 2022, 2023 und 2025 wurde sie Hallenmeisterin über 60 Meter und von 2022 bis 2025 im 60-Meter-Hürdenlauf.

## Persönliche Bestleistungen
- 100 Meter: 11,26 s (+1,4 m/s), 20. Juli 2023 in Banská Bystrica (slowakischer Rekord)
  - 50 Meter (Halle): 6,28 s, 4. Februar 2025 in Ostrava (slowakischer Rekord)
  - 60 Meter (Halle): 7,26 s, 30. Januar 2025 in Ostrava
- 200 Meter: 23,32 s (+0,3 m/s), 11. Mai 2024 in Prag
  - 200 Meter (Halle): 24,58 s, 23. Februar 2020 in Bratislava (slowakischer U20-Rekord)
- 100 m Hürden: 12,72 s (+1,0 m/s), 4. August 2023 in Chengdu (slowakischer Rekord)
  - 60 m Hürden (Halle): 8,01 s, 12. Februar 2025 in Osijek (slowakischer Rekord)